# Robert H. Jackson
Robert Houghwout Jackson, född 13 februari 1892 i Warren County, Pennsylvania, död 9 oktober 1954 i Washington DC, var en amerikansk jurist och politiker.
Jackson var ledamot av USA:s högsta domstol 1941–1954, men tog tjänstledigt därifrån för att kunna verka som åklagare för USA i Nürnbergprocessen 1945–1946.

## Biografi
Efter två år som lärling på ett advokatkontor i Jamestown i New York, blev han 1913, vid 21 års ålder, antagen som advokat i New York, där han under de följande 20 åren hade stor framgång inte bara i sin stat utan i hela landet.
Jackson tjänstgjorde som USA:s justitieminister under president Franklin D. Roosevelt 1940–1941. Han var domare 1941–1954 i USA:s högsta domstol. Han var den siste domaren utan juridisk examen. 
Jackson var föredömlig när det gällde att motivera domslut. Hans åsikt i fallet Youngstown Sheet & Tube Co. v. Sawyer 1952 är en av de oftast citerade. Även de senast utnämnda domarna John Roberts och Samuel Alito hänvisade i sina förhör inför USA:s senat till Jacksons då formulerade test som gäller gränserna för den amerikanska presidentens makt.
Jackson var USA:s åklagare i Nürnbergprocessen 1945–1946. Han biträddes där av den litauiskamerikanske folkrättsjuristen Jacob Robinson. Han förhörde själv Hermann Göring. Kritik har riktats mot Jackson för hans bristande klarhet och oerfarenhet. Han avgick frivilligt efter rättegången och återvände till USA.